# Bill van Dijk
Willem Edsger (Bill) van Dijk (Rotterdam, 22 december 1947) is een Nederlands zanger, acteur en musicalster. Van Dijk is onder meer bekend van zijn deelname aan het Eurovisiesongfestival 1982 met Jij en ik, en zijn hoofdrol in de musical Cyrano in 1992/93. Ook acteerde hij in films, waaronder Lieve jongens en Hoge hakken, echte liefde. Hij was tevens enkele jaren de vaste zanger van het volkslied voorafgaande aan wedstrijden van het Nederlands voetbalelftal.
Van Dijk volgde zijn opleiding aan de Theaterschool in Amsterdam en aan de gerenommeerde Guildhall School of Music and Drama in Londen.

## Theater
Meteen na zijn afstuderen stond Van Dijk "aan de wieg van de Nederlandse musical" en werd hij aangenomen bij een internationale productie van de cult-musical Hair voor de rol van Claude. Dit bleek slechts het begin, want er volgden vele hoofd- en bijrollen in binnen- en buitenlandse producties. Zo speelde hij onder meer in Godspell, Een Kannibaal als jij en ik, van Freek de Jonge en Bram Vermeulen, en Dear Fox. In de laatstgenoemde musical werd de rol van Reinaert de Vos zelfs speciaal voor Van Dijk geschreven. Van Dijk was de eerste Nederlandse musicalartiest die gevraagd werd om een hoofdrol te spelen in de West End, Londen, voor de originele productie van Let My People Come. Hij speelde onder meer in Gypsy, Moeder en haar jongens, Zeldzaam en in de rockmusical Ik, Jan Cremer. In de eerste live-uitvoering van Andrew Lloyd Webbers Joseph and the Amazing Technicolor Dreamcoat vertolkte Van Dijk de rol van Joseph. Vervolgens volgde een lange periode bij Joop van den Ende Theaterproducties. Avond aan avond stond Van Dijk in het theater als Enjolras in de succesvolle Nederlandse versie van Les Misérables. De rol van Cyrano in Cyrano de Bergerac, eerder vertolkt door onder meer Guus Hermus, Gérard Depardieu en Jean-Paul Belmondo, betekende de internationale doorbraak voor Van Dijk. Na het succes van Cyrano de Bergerac in Nederland ging hij naar New York om als enige Nederlander daar in de Broadway-versie van deze musical opnieuw de titelrol te spelen. In totaal speelde Van Dijk de rol van Cyrano ongeveer 450 keer.

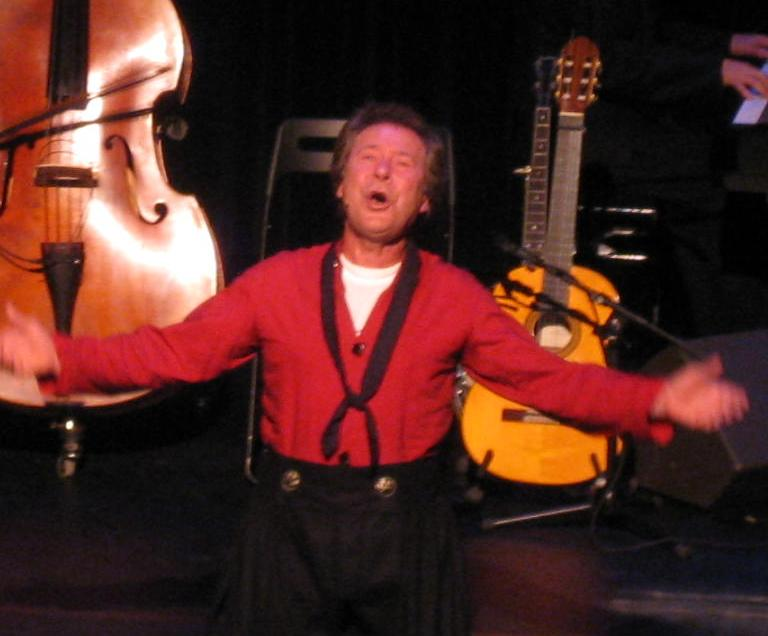
Bill van Dijk in De Palingvissers

Van Dijk vertolkte de rol van Che Guevara in de musical Evita en speelde de titelrol in de door hemzelf bedachte en mede-geschreven muziektheaterproductie Nilsson. Daarna speelde hij een jaar lang de rol van De Regelaar in de musical Miss Saigon. In het seizoen 2000-2001 speelde Van Dijk de rol van Audrey in de musical Little Shop of Horrors. Naast zijn theaterwerkzaamheden trad hij in het seizoen 2002-2003 op voor Stichting Zonnebloem. Hiervoor werd speciaal een musical geschreven waarin Van Dijk de hoofdrol vertolkte. In hetzelfde jaar schreef hij het kookboek La Vallade. Recept voor een levensstijl.
Eind 2003 begonnen de repetities voor het toneelstuk Show, waarin Van Dijk een van de hoofdrollen speelde. In de zomermaanden 2004 reisde hij mee met theaterfestival De Parade, waar hij te zien was in het toneelstuk Korfou. In het seizoen 2005-2006 stond Van Dijk samen met Astrid Nijgh en Jan Rot in de intieme muziektheaterproductie Nachtlied, een concertante uitvoering van liederen variërend van Verdi, Bruce Springsteen tot Randy Newman, vertaald door Jan Rot. In mei 2007 was Van Dijk te zien in het programma Sing The Beatles met onder anderen Deborah J. Carter, begeleid door leden van het orkest van Marco Borsato. Van Dijk vertolkte in 2008 de rol van Grimaldini in de familievoorstelling Pinokkio van Studio 100. Vanaf september 2009 toerde hij door het land samen met Jan Rot, Astrid Nijgh, Marjolein Meijers en anderen in de musical De Palingvissers. Vanaf november 2011 stond hij een jaar lang als 'The Wizard' in de musical Wicked en in 2015 speelde hij de rol van Huub Janssen in de musical Sonneveld in DeLaMar.

## Film
Van Dijk heeft ook in enkele films gespeeld: hij vertolkte een bijrol in Blue Movie en Daniël, en hij had een van de hoofdrollen in Lieve jongens (Paul de Lussanets verfilming van het gelijknamige boek van Gerard Reve). Ook speelde hij mee in Dimitri Frenkel Franks Hoge hakken, echte liefde. In 2003 speelde Van Dijk in de Engelstalige speelfilm Billy's Bad. In 2006 speelde hij samen met Caro Lenssen in de korte kinderfilm De Kijkdoos. Van Dijk werkte in 2008 mee aan diverse korte films op de Nederlandse Film en Televisie Academie in Amsterdam. In 2008 speelde hij een kleine rol in de bioscoopfilm Sinterklaas en het Geheim van het Grote Boek van regisseur Martijn van Nellestijn.

## Televisie

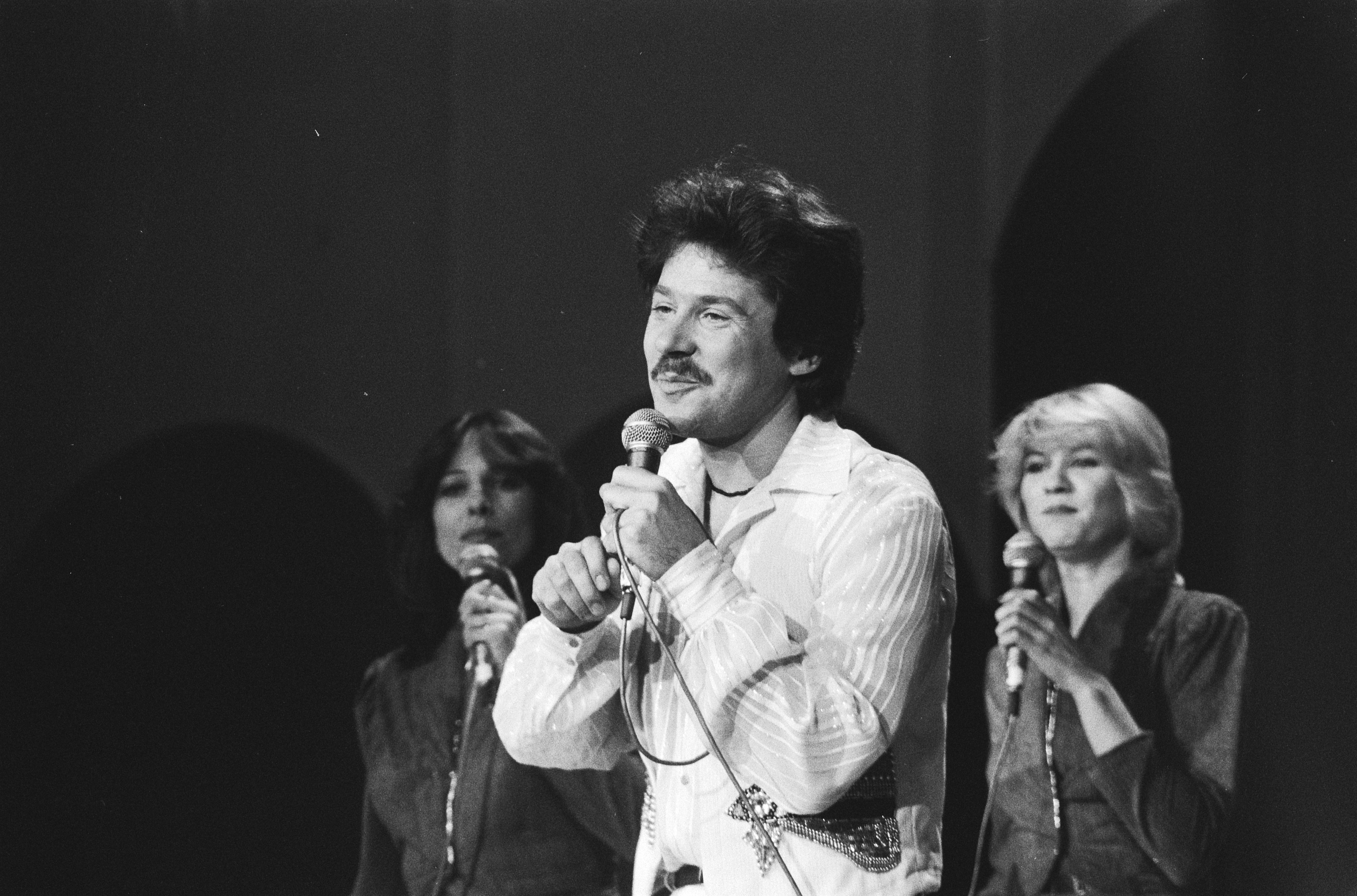
Bill van Dijk zingt het winnende liedje tijdens het Nationaal Songfestival 1982

Op televisie was Van Dijk onder meer te zien in programma's als Kortjakje is weer beter. Hij leende zijn stem aan diverse personages van het kinderprogramma Sesamstraat van de NPS en Disney-tekenfilms zoals De Aristokatten, Robin Hood, Frank en Frey (als Frey) en de De klokkenluider van de Notre Dame (als Clopin). Tevens was hij de stem van Pompy de Robodoll in de gelijknamige serie, Ook verzorgde hij de stem van Derek uit De zwanenprinses en die van Pietje in de kinderfilm Pietje Kortstaart.
Van Dijk speelde verder onder andere gastrollen in de series Van Speyk, Spijkerhoek, Goede tijden, slechte tijden, Duel in de diepte, All Stars en De pomp.

## Sesamstraat
Van Dijk verleende zijn stemmen aan de volgende personages in Sesamstraat:
- Rinus Reis
- Leo
- Roosevelt Jopie
- Chrissy
- Clementien

## Diversen
Van Dijk vertegenwoordigde Nederland op het Eurovisiesongfestival 1982 met het lied Jij en ik en in hetzelfde jaar vertolkte hij het Wilhelmus bij de wedstrijden van het Nederlands voetbalelftal. Zijn versie van het Wilhelmus werd in een oplage van meer dan 100.000 als single voor verschillende acties van sponsoren van het Nederlands elftal gebruikt. In de jaren zeventig en tachtig trad Van Dijk regelmatig op met orkesten als het VARA-Dansorkest, The Skymasters en het Metropole Orkest en kleinere bezettingen voor radio en televisie.
Hij maakte bovendien als Bruno Basta een uitstapje naar de popmuziek. In 1995 vertolkte en produceerde hij samen met Jan Akkerman zijn eerste solo-cd Songlines en in 2002 kwam zijn tweede solo-cd A1 uit.